# Las Leschas
Las Leschas (en francès Les Lèches) és un municipi francès situat al departament de la Dordonya i a la regió de la Nova Aquitània.

## Demografia
| 1962                                       | 1968 | 1975 | 1982 | 1990 | 1999 | 2007 |
| ------------------------------------------ | ---- | ---- | ---- | ---- | ---- | ---- |
| 314                                        | 324  | 267  | 257  | 306  | 298  | 310  |
| Des de 1962: població sense dobles comptes |      |      |      |      |      |      |

## Administració
| Període | Identitat               | Partit |
| ------- | ----------------------- | ------ |
| 2001-   | Jean-François Melkebeke |        |

## Agermanaments
- Sardón de Duero